# Сукачёв (хутор)
Сукачёв (Сукачев) —  опустевший хутор  в Кумылженском районе Волгоградской области России. Входит в состав  Слащёвского сельского поселения.  Фактически — урочище.

## География
Расположен в  западной части региона, в лесостепи, в пределах Хопёрско-Бузулукской равнины, являющейся южным окончанием Окско-Донской низменности, возле р. Едовля.
Абсолютная высота 72 метра над уровнем моря.

## Население
| 2010 |
| ---- |
| 0    |

## Инфраструктура
Было развито личное подсобное хозяйство.

## Транспорт
Просёлочные дороги. 